# Kurtscheid
Kurtscheid est une municipalité du Verbandsgemeinde Rengsdorf-Waldbreitbach, dans l'arrondissement de Neuwied, en Rhénanie-Palatinat, dans l'ouest de l'Allemagne. C'est en 1314 qu'apparut officiellement le village de Kurtscheid. La commune est traversée par la Bundesstraße (route fédérale) 256 qui relie Neuwied à Altenkirchen (Westerwald).